# ساردارآباد (ترانه)
«ساردارآباد» (ارمنی: Սարդարապատ) یک ترانه انقلابی و میهن‌پرستانه ارمنی می‌باشد که شعر آن توسط شاعر برجسته سده ۲۰ام ارمنستان بارویر سواک در سال ۱۹۶۸ میلادی سروده است و آهنگ آن را نیز آهنگساز نامی ارمنی ادگار هوهانیسیان خلق نموده است. این ترانه با الهام از نبرد سادارآباد خلق شده است که در آن ارمنیان پیروزی قاطع بر ضد امپراتوری عثمانی کسب نمودند.